# (38773) 2000 RY9
2000 RY9 (asteroide 38773) é um asteroide da cintura principal. Possui uma excentricidade de 0.18419730 e uma inclinação de 2.76436º.
Este asteroide foi descoberto no dia 1 de setembro de 2000 por LINEAR em Socorro.